# Ngapi

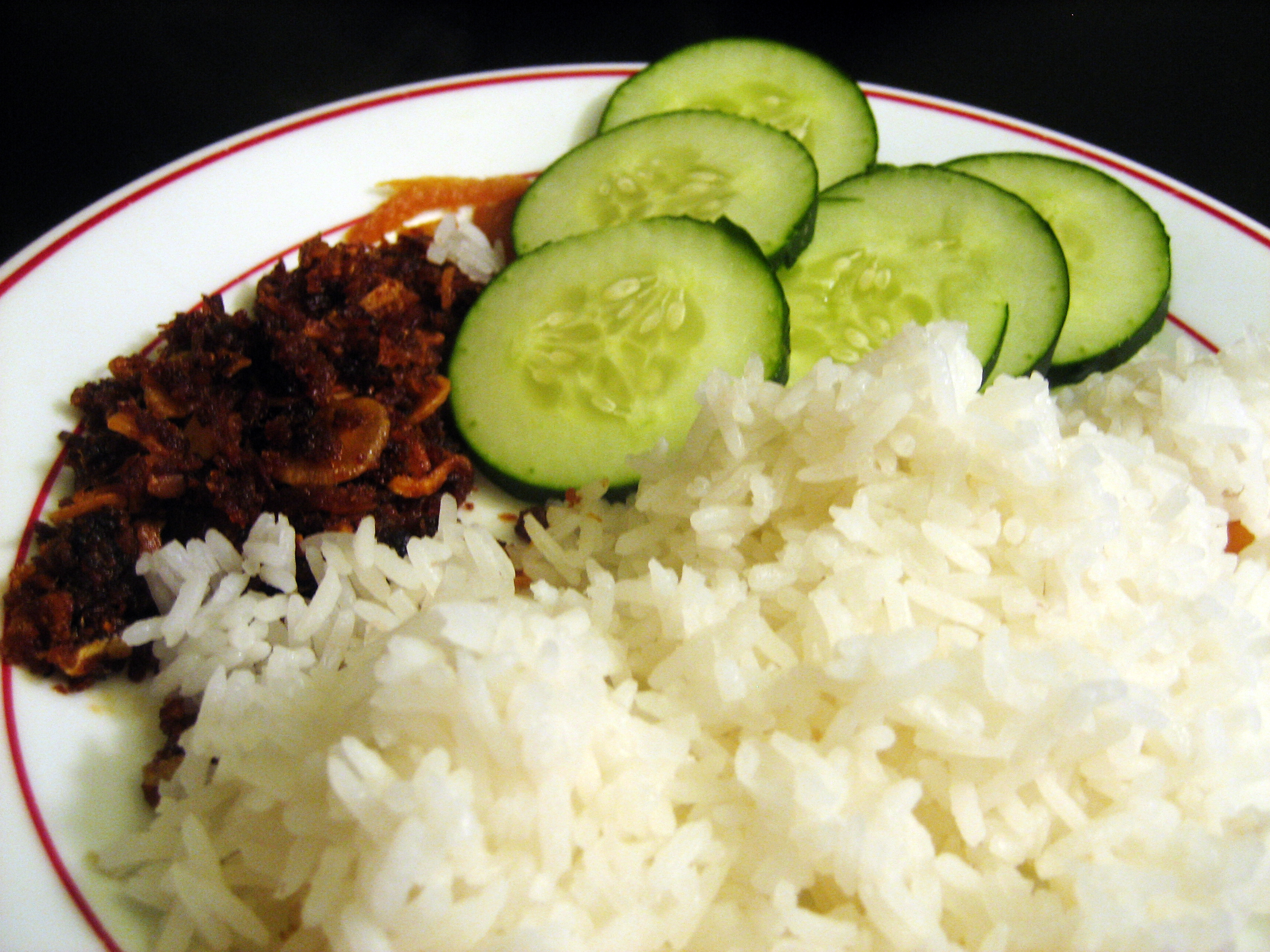
Ngapi kyaw (smażone ngapi) z ryżem

Ngapi (birm. ငပိ lub ငါးပိ /ŋəpḭ/, pol. zgniła ryba) – pikantna pasta ze sfermentowanej ryby (niekiedy sporządzana również z krewetek), ważny składnik kuchni tzw. Dolnej Birmy (terenów nadmorskich na zachodzie i południu kraju). W stanie surowym nie nadaje się do spożycia, służy jako dodatek lub przyprawa do wielu dań. Posiada wiele odmian, w zależności od rodzaju użytej ryby i innych dodatków.